# Tom Turbo

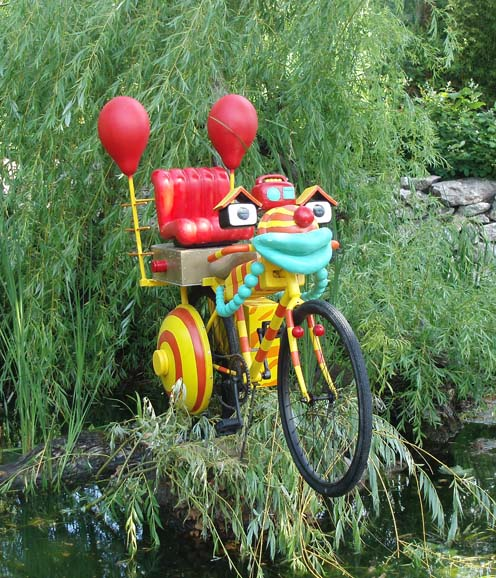
Tom Turbo im Tiergarten Schönbrunn (2009)

Tom Turbo ist der Name einer österreichischen Kinderbuch- und -fernsehserie. Hauptdarsteller ist „Tom Turbo“, ein fiktives Wunderfahrrad mit 111 Tricks. Die Serie wurde vom Kinderbuchautor Thomas Brezina erfunden, der in der Fernsehfassung auch als Darsteller auftritt.

## Entstehung
Brezina war Anfang der 1990er bereits sowohl als Jugendbuchautor als auch im Kinderprogramm des Österreichischen Rundfunk (ORF) tätig. Von seinem Verleger beauftragt, eine Buchserie für jüngere Kinder als die Knickerbocker-Bande zu konzipieren, kreierte Brezina zunächst das Konzept für die Buchserie. Zur selben Zeit war der ORF auf der Suche nach einer Rate-Krimi-Sendung für sein Kinderprogramm und bat Brezina um Ideen.
Das Design für Tom Turbo stammt vom Illustrator Robert Rottensteiner. Bereits für die Vermarktung der Buchserie hatte er eine Skizze für die Konstruktion eines lebensechten Modells erarbeitet. Dieses Modell sollte nun für die neue ORF-Ratesendung Verwendung finden, ohne dass ursprünglich geplant war, Tom Turbo zum Hauptcharakter einer eigenen Serie zu machen. Daher hieß die ORF-Sendung auch ursprünglich Die heiße Spur und wurde erst später in Tom Turbo umbenannt.

## Fernsehserie
1993 startete im ORF die interaktive Fernseh-Krimiserie für Kinder, Die heiße Spur.
Die Zuschauer können selbst in die Rolle des Detektivs schlüpfen und den „Fall lösen“, indem sie die Buchstaben neben den richtigen Lösungen zu einem Codewort zusammensetzen. In den ersten fünf Folgen mussten die Zuseher noch keine Buchstaben, sondern Zahlen notieren, um bei einer geheimen Telefonnummer anzurufen. Von diesem Konzept musste abgekommen werden, da Anrufe bei falsch geratenen Telefonnummern landeten und ein betroffenes Unternehmen dem ORF mit Rechtsschritten drohte. Unter den Einsendern des Codewortes werden Bücher und mittlerweile auch andere Preise verlost. Außerdem bekamen alle Gewinner eine Detektivurkunde.
Aufgrund des Charakters der Sendung, die auf episodenübergreifende Handlungsstränge mit Ausnahme der Doppelfolgen verzichtet, treten unterschiedlichste Schauspieler in Erscheinung. Auf der Besetzungsliste stehen Gaststars wie der ehemalige Skirennläufer Fritz Strobl, die Schauspielerinnen Lotte Ledl und Dagmar Koller, Wolfgang Böck als "Trautmann" sowie Entertainer Mat Schuh. Zahlreiche etablierte Schauspieler haben in der Serie gespielt, etwa Johannes Silberschneider, Erwin Leder, Christoph von Friedl, Michaela Merten und Doris Schretzmayer. Andere begannen ihre Schauspielkarrieren am Set der Serie, etwa Valerie Huber und Stan Steinbichler als 11- sowie Jakob Feyferlik als 10-Jähriger. Für Verena Altenberger und Gregor Seberg war die Serie einer ihrer ersten Schauspielcredits als junge Erwachsene.
2001 wurde die Serie in Tom Turbo umbenannt. Außerdem wurde das Detektivbüro von Thomas, das sich früher in einem Hochhaus befand, in einen unterirdischen Raum im Tiergarten Schönbrunn verlegt. 2008 gab es weitere Neuerungen: Der Titel wurde in Tom Turbo Detektivclub geändert und am Ende jeder Folge gab es Detektivtipps zu sehen und wurde Archivmaterial aus früheren Jahren gezeigt. Außerdem hat sich seitdem zweimal das Erscheinungsbild des Detektivbüros verändert. 2016 wurde die Serie wieder in Tom Turbo umbenannt. Nun gibt es keine Detektivtipps und kein Archiv, jedoch ein leicht verändertes Titellied.

### Produktion und Ausstrahlung

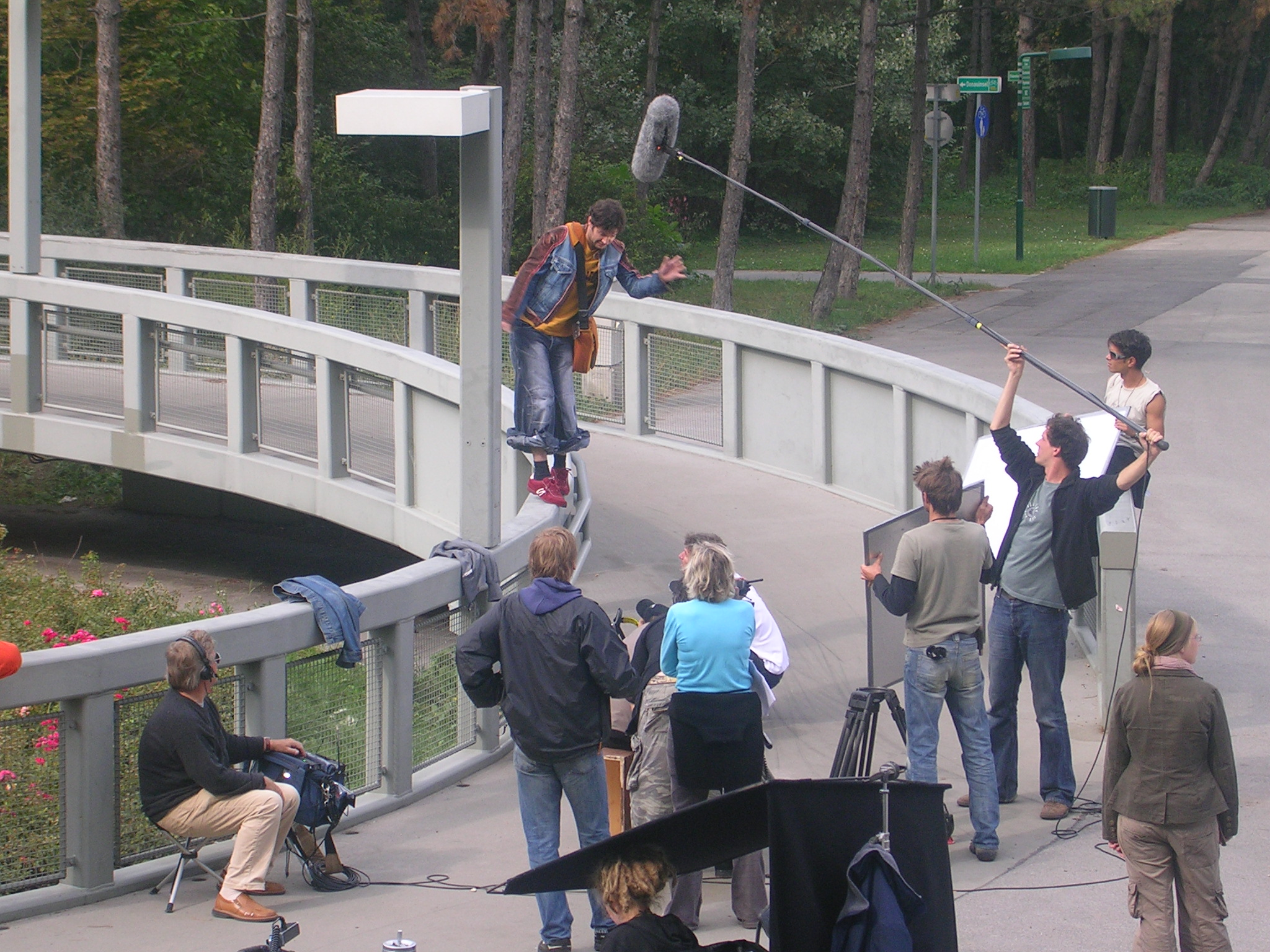
Dreharbeiten für eine neue Folge (2006)

Die Serie wird von der Wiener Firma Tower10 KidsTV GmbH (früher KidsTV GmbH) im Auftrag des ORF produziert.
Bis 2001 wurden für jede Folge andere jugendliche Darsteller ausgesucht. Im Jahr 2001 fand das erste Casting für Kinder-Darsteller, die ungefähr 2 Jahre lang mitspielen, statt. Von über 300 wurden sechs Kinder ausgewählt. Die ersten Darsteller, die nach dem neuen System ermittelt wurden, waren: Aurelia Berger, Olivia Marei, Katharina Fröhlich, Helmut Sauer, Elias Kilgus und Stefan Vettinger. Danach wurden etwa alle zwei Jahre neue Kinder bei einem Casting für die Kinderrollen ausgesucht.
Mit über 400 Episoden gilt Tom Turbo als eine der langlebigsten Serien im ORF-Kinderfernsehen. Etwa die Hälfte wurde vor 2001 unter dem Originaltitel Die heiße Spur gedreht, die Hälfte nach der Konzeptänderung. Die 300. Episode (Mozart-Episode) wurde am 19. November 2005 gesendet. Die vorerst letzten sieben Folgen der Serie wurden 2013 produziert. Weiterhin wird die Serie jeden Sonntag im Kinderprogramm wiederholt, 2018 befanden sich 188 der Folgen noch in aktiver Rotation.
Musik und Sounddesign der Serie stammen von Freddy Gigele, der sowohl die ursprüngliche Signation der heißen Spur als auch die ab 2001 für Tom Turbo verwendete produzierte. In den Jahren 2005 bis 2007 zeichnete der österreichische Komponist Hannes Bertolini für die Filmmusik der Serie verantwortlich.
2003 wurden Folgen aus den Jahren 1999 bis 2001 unter dem Titel Die heiße Spur – Sommerspezial wiederholt. Im Sommer 2009 wurden wieder 60 alte Folgen unter dem Titel Tom auf heißer Spur ausgestrahlt. Im Sommer 2010 wurden nochmals diese 60 Folgen gezeigt. Nickelodeon Deutschland (bis zum 30. März 2010 Nick) strahlte diese Serie von 2005 bis 2007 aus. Seit September 2010 wird nun jeden Sonntag eine alte Folge von Die heiße Spur und Tom Turbo aufgrund der Nachfrage von Fans unter dem Titel Tom auf heißer Spur gesendet. Das über zehn Jahre alte Filmmaterial wurde zu diesem Zweck in das heute übliche 16:9-Bildformat konvertiert. Sonntags kann oft eine Wunschfolge gewählt werden. Neue Folgen und Wiederholungen von Tom Turbo Detektivclub werden wöchentlich am Samstag ausgestrahlt.
Der hohe Fernsehkonsum von Kindern im Volksschulalter beeinflusst die Kinder und ihre Sozialisation, Ratesendungen wie Tom Turbo bringen die Kinder dazu, aufmerksam zu sein.

## Werbeintegration
Der Tiergarten Schönbrunn wurde regelmäßig als Film-Location eingesetzt und war gleichzeitig Produktplatzierung für die Zielgruppe „Kinder“, im Zuge dessen trat in der Serie auch der damalige Tiergartendirektor Helmut Pechlaner in einer Vaterrolle auf. Der Tiergarten nützt die Serie im Rahmen seiner Kundenorientierung für sein Kundenerfahrungsmanagement.
Weitere Schauplätze waren Schloss Schönbrunn, Schloss Grafenegg, der Styrassic-Park (Bad Gleichenberg), der Tiergarten Herberstein, der Wiener Prater, der Schlosspark Laxenburg oder Podersdorf am Neusiedler See.

## Tricks
Wie Thomas Brezina selbst in der Dokumentation Thomas Brezina: 30 Jahre Tom Turbo der ORF-Sendereihe Fernsehgeschichte(n) anlässlich des 30. Jubiläums der Fernsehserie Tom Turbo erzählte, gab es insgesamt 111 Tricks, von denen immer wieder welche weg- und neue hinzugekommen sind.
Im Anschluss befindet sich eine Auswahl der wichtigsten seiner 111 Tricks.
| Nr. | Bezeichnung                                           |
| --- | ----------------------------------------------------- |
| 001 | Turbo Puster                                          |
| 002 | Turbo Eismaschine                                     |
| 003 | Gedankenleser                                         |
| 004 | Gefahren-Sensor                                       |
| 005 | Turbo Geschirrspültrick                               |
| 006 | Klobürste                                             |
| 007 | Turbo Verkleinerer                                    |
| 008 | Lupe                                                  |
| 009 | Turbo Schnellgang                                     |
| 010 | Lauschohr und Lausch-Mikrofon                         |
| 011 | Turbo Saug- und Blasetrick                            |
| 012 | Blick in die Vergangenheit-Trick                      |
| 013 | Konfetti-Kanone                                       |
| 014 | Monster-Trick                                         |
| 015 | Turbo Toaster                                         |
| 016 | Hammer                                                |
| 017 | Fliegendes Bier                                       |
| 018 | Such-Trick                                            |
| 019 | Turbo Durchblickstrahl                                |
| 020 | Boxhandschuh                                          |
| 021 | Kraftstrahl                                           |
| 022 | Turbo Flachtrick                                      |
| 023 | Turbo-Sprung-Federn                                   |
| 024 | Turbo-Blasrohr                                        |
| 025 | Turbo-Dudelsack                                       |
| 026 | Turbo Flüstergang                                     |
| 027 | Turbo-Treppen-Trick                                   |
| 028 | Unterwasser-Kamera                                    |
| 029 | Turbo Schlafgas                                       |
| 030 | Turbo-Surf-Trick                                      |
| 031 | Entfesselungs-Trick                                   |
| 032 | Superschlüssel: sperrt alle Schlösser                 |
| 033 | Turbo-Aufräum-Trick                                   |
| 034 | Turbo Biberzähne / Turbo Schutzschild                 |
| 035 | Turbo Löschtrick / Turbo Spurenstrahl                 |
| 036 | Tom kann sich automatisch eine Verkleidung schneidern |
| 037 | Trick-Spiegel                                         |
| 038 | Fata-Morgana-Strahl                                   |
| 039 | Turbo-Senkrechtstart                                  |
| 040 | Turbo Musiktrick                                      |
| 041 | Turbo-Weitblick                                       |
| 042 | Turbo-Echo-Trick                                      |
| 043 | Turbo-Koch-Trick                                      |
| 044 | Geisteraufspürgerät                                   |
| 045 | Turbo-Nebel-Trick                                     |
| 046 | Lügen-Alarm-Gerät                                     |
| 047 | Turbo-Tennisschläger                                  |
| 048 | Spinnenbeintrick                                      |
| 049 | Turbo Schneidestrahl                                  |
| 050 | Turbo Verwandlungstrick                               |
| 051 | Hitzestrahl                                           |
| 052 | Turbo Verdoppelungstrick                              |
| 053 | Turbo Kängurutrick                                    |
| 054 | Mikro-Tom                                             |
| 055 | Giftsensor                                            |
| 056 | Kitzel-Strahl                                         |
| 057 | Turbo-Dünn / Turbo-Bohnen und Turbo-Wachse-Strahl     |
| 058 | Turbo Reparaturtrick                                  |
| 059 | Schnappzange                                          |
| 060 | Spuk-Trick                                            |
| 061 | Turbo Lasso                                           |
| 062 | Regenschirm-Trick                                     |
| 063 | Stink-Trick                                           |
| 064 | Glitsch-Öl-Spritze                                    |
| 065 | Um-die-Ecke-Gucker-Trick                              |
| 066 | Verschönerungs-Trick                                  |
| 067 | Ski-Trick                                             |
| 068 | Turbo-Kraft-Strahl                                    |
| 069 | Turbo Niespulver                                      |
| 070 | Turbo Bratpfannentrick                                |
| 071 | Turbo Spritze                                         |
| 072 | Trickhand                                             |
| 073 | Turbo-Regenmantel                                     |
| 074 | Luftkissen-Boot                                       |
| 075 | Turbo Sprung                                          |
| 076 | Superkleber                                           |
| 077 | Turbo Musik                                           |
| 078 | Nebeltrick                                            |
| 079 | Aufweck-Trick                                         |
| 081 | Turbo Greifarm / Turbo Greifer                        |
| 082 | Wirbelwind                                            |
| 083 | Turbo-Tag-und-Nacht-Kamera                            |
| 084 | Turbo-Hypnose-Trick                                   |
| 085 | Turbo-Nachtblick                                      |
| 086 | Turbo-Zelt                                            |
| 087 | Knoblauch-Stinkbombe                                  |
| 088 | Fessel-Trick: mit Handschellen und Stricken           |
| 089 | Turbo Suchstrahl                                      |
| 090 | Fußball-Trick                                         |
| 091 | Turbo-Taschentuch                                     |
| 092 | Hausaufgaben-Hilfe-Trick                              |
| 093 | Turbo Rauch-/Gaswolke / Turbo-Dünn                    |
| 094 | Putz-Trick                                            |
| 095 | Turbo-Bratpfannentrick                                |
| 096 | Turbo Taschentuch                                     |
| 097 | Stimmenerkennungs-Trick                               |
| 098 | Gespenster-Trick                                      |
| 099 | Turbo Zeitmaschine / Turbo Zeitsprungtrick            |
| 100 | Zeit verschnellern oder verlangsamen                  |
| 101 | Turbo Zustandsänderung / Notprogramm                  |
| 102 | Knallerbsen-Geknatter: schleudert Kracher herum       |
| 103 | Turbo Hypnosetrick / Turbo-Känguru-Trick              |
| 104 | Video-Scheibenwischer                                 |
| 105 | Glatteis-Ketten-Trick                                 |
| 106 | Tanz-Trick                                            |
| 107 | Spiele-Trick                                          |
| 108 | Spuk-Sensor                                           |
| 109 | Turbo Stimmenvervielfältiger                          |
| 110 | Turbo Alarm / Schleuder-Trick                         |
| 111 | Turbo Durchblick / Freude-Mach-Trick                  |
|     | Turbo Flugtrick                                       |
|     | Turbo Gefahren-Warn-Gerät                             |
|     | Turbo Kitzelstrahl                                    |
|     | Turbo Kleber                                          |
|     | Turbo Klobürste                                       |
|     | Turbo Öffnungsstrahl                                  |
|     | Turbo Schwimmtrick                                    |
|     | Turbo Senkrechtstart                                  |
|     | Turbo Stimmerkennungstrick                            |
|     | Turbo Suchtrick                                       |
|     | Turbo Tennisschläger                                  |
|     | Turbo Treppentrick                                    |
|     | Turbo Schlüssel                                       |
|     | Turbo Schlafpulver                                    |
|     | Turbo Stimmnachmachtrick                              |

## Episodenliste
Liste aller Tom Turbo Folgen von 1993 bis 2013. In den Jahren 1993–2001 lief die Fernsehserie unter dem Namen "Die heiße Spur", von 2001 bis 2013 unter "Tom Turbo".

### Staffel 1–8: Die heiße Spur
| Nummer | Titel der "Die heiße Spur"-Folge               |
| ------ | ---------------------------------------------- |
| 001    | Spuk im Museum                                 |
| 002    | Die rotlackierte Lehrerin                      |
| 003    | Ein Clown löst sich in Luft auf                |
| 004    | Ein Saurier mit Schluckauf                     |
| 005    | Das Monster aus dem Meer                       |
| 006    | Der schwarze Jäger                             |
| 007    | Das Geisterzimmer                              |
| 008    | Die tanzenden Totenköpfe                       |
| 009    | Fangt den Feuerteufel!                         |
| 010    | Die geheimnisvollen Kapuzen                    |
| 011    | Die Bombenbohnen                               |
| 012    | Gift für Gundula                               |
| 013    | Jagd auf Dr. Gruselglatz                       |
| 014    | Der Weihnachtsmann mit langen Fingern          |
| 015    | Der Tortentresor                               |
| 016    | Die gelbe Spinne                               |
| 017    | Der doppelte Tom                               |
| 018    | Der Saal der 1000 Geister                      |
| 019    | Der Gruselkoch                                 |
| 020    | Der grässliche Clown                           |
| 021    | Das giftigste Gift der Welt                    |
| 022    | Der Donnerdrachen                              |
| 023    | Vorsicht, bissige Blumen!                      |
| 024    | Der Totenkopfdampfer                           |
| 025    | Musketier mit Motorrad                         |
| 026    | Osterhase in Gefahr                            |
| 027    | Die heulende Höhle                             |
| 028    | Ein teuflischer Plan                           |
| 029    | Das Schatzkartentischtuch                      |
| 030    | Die Rache der Raben                            |
| 031    | Gefährliche Käfer                              |
| 032    | Stoppt die Robots!                             |
| 033    | Das unsichtbare Ungeheuer                      |
| 034    | Der Horrorhut                                  |
| 035    | Lösegeld für Lady Lila                         |
| 036    | Die Schnarchsemmel                             |
| 037    | Verschollen im Teufelssee                      |
| 038    | Das unheimliche UFO                            |
| 039    | Vorsicht vor Fred Frost                        |
| 040    | Giftgrüne Gartenzwerge                         |
| 041    | Der Geist in der Goldgräberschlucht            |
| 042    | Ein Fall für Tom                               |
| 043    | Die Maske des Magiers                          |
| 044    | Der schaurige Scherzbold                       |
| 045    | Der jodelnde Werwolf                           |
| 046    | Das geheimnisvolle Geschenk                    |
| 047    | Die geheimnisvolle Spieldose                   |
| 048    | Was ist los, Boss?                             |
| 049    | Geheimagent Gogobert                           |
| 050    | Der Geist in grünen Lederhosen                 |
| 051    | Der Vampir-Goldzahn                            |
| 052    | Der ferngesteuerte Lehrer                      |
| 053    | Das bissige Paket                              |
| 054    | Der große Gurkenwahnsinn                       |
| 055    | Die Plapperbohnen                              |
| 056    | Die gestohlene Straßenbahn                     |
| 057    | Die Wundernuss                                 |
| 058    | Der bellende Poltergeist                       |
| 059    | Frank Fürchterlich                             |
| 060    | Wenn die blaue Tonne tanzt                     |
| 061    | Die Hick-CD                                    |
| 062    | Staubsauger Spuk                               |
| 063    | Der Geisterzug                                 |
| 064    | Die gefährliche Kiste                          |
| 065    | Der unheimliche Unsichtbare                    |
| 066    | Knurrende Computer                             |
| 067    | Der Blitzkrimi                                 |
| 068    | Die kichernde Geisterbahn                      |
| 069    | Schwarzer Rauch                                |
| 070    | Das grunzende Gespenst                         |
| 071    | Der gefährliche Koffer                         |
| 072    | Kuscheltiere in Gefahr                         |
| 073    | Der Klirrganove                                |
| 074    | Unternehmen FFFF                               |
| 075    | Tom Turbo dreht durch                          |
| 076    | Der Fußballhund                                |
| 077    | Die Rückwärtsuhr                               |
| 078    | Die Geisterpiraten                             |
| 079    | Der Lift in die Ritterzeit                     |
| 080    | Im Schneesturm verschollen                     |
| 081    | Der Denkmal-Schreck                            |
| 082    | Rätsel um Professor Potter                     |
| 083    | Graf Grufti                                    |
| 084    | Der geheimnisvolle Glöckner                    |
| 085    | Hilfe, die Strohköpfe kommen!                  |
| 086    | Woher kommt das Zotteltier?                    |
| 087    | Notruf aus der Schule                          |
| 088    | Der schwarze Diamant                           |
| 089    | Banditen aus dem All                           |
| 090    | Der Superknacker                               |
| 091    | Die Alptraum-Kugel                             |
| 092    | Der schreckliche Schnatterball                 |
| 093    | Das Drachenschwert                             |
| 094    | Die Hausaufgaben-Schreibmaschine               |
| 095    | Der Schoko-Schreck                             |
| 096    | Das geheimnisvollste Tier der Welt             |
| 097    | Rudi Rattes Rucksack                           |
| 098    | Der Feuerwehr-Pharao                           |
| 099    | Das Geheimnis der Totenkopfinsel               |
| 100    | Das Torpedo-Pferd                              |
| 101    | Wie gibt’s denn das?                           |
| 102    | Der fürchterliche Fresser                      |
| 103    | Fritz Fantom schlägt zurück                    |
| 104    | Viele Grüße aus der Steinzeit                  |
| 105    | Das sprechende Spukhaus                        |
| 106    | Die schmatzende Spinne                         |
| 107    | Der bissige Blitz                              |
| 108    | 1000 Meter tief im Meer                        |
| 109    | Dr. Drillers Dachboden                         |
| 110    | Ein Superheld dreht durch                      |
| 111    | Tom Turbo, bitte melden!                       |
| 112    | Das Monster in der Schultasche                 |
| 113    | Im Wahnsinns-Wunderwald                        |
| 114    | Das Geheimnis der Goldgurke                    |
| 115    | Geheimnis im Eis                               |
| 116    | Die verknallte Klapperkiste                    |
| 117    | Monstergrüne Marmelade                         |
| 118    | Eine gefährliche Geschichte                    |
| 119    | Die Jacke mit den sieben Löchern               |
| 120    | Das Ei vom Mars                                |
| 121    | Der kichernde Knochen                          |
| 122    | Der seltsame Schrumpfkopf                      |
| 123    | Das Haus am Ende der Welt                      |
| 124    | Geheimkappe X                                  |
| 125    | Rätsel um das Riesentaschentuch                |
| 126    | Der Geisterlehrer                              |
| 127    | Fürst Finster schlägt zu                       |
| 128    | Das verschwunden Raumschiff                    |
| 129    | Die silberne Truhe                             |
| 130    | Das verrückte Huhn                             |
| 131    | Der heulende Helm                              |
| 132    | Das große Rätsel                               |
| 133    | Was ist los in Knatterstadt?                   |
| 134    | Der geheimnisvolle Piep                        |
| 135    | Das dünnste Gespenst der Welt                  |
| 136    | Das schnarchende Schloss                       |
| 137    | Die Wahnsinnswolke                             |
| 138    | Graubart                                       |
| 139    | Das Geheimnis des bissigen Schneemanns         |
| 140    | Die drei Schlangen-Schlüssel                   |
| 141    | Das Feuerauge                                  |
| 142    | Buuu!                                          |
| 143    | Der magische Reißverschluss                    |
| 144    | Spuk in der Schule                             |
| 145    | Der Geheimnisgarten                            |
| 146    | Das Gold der Geiermeiers                       |
| 147    | Was ist ein Guru-Guru?                         |
| 148    | Die schwarze Pizza                             |
| 149    | Die unsichtbare Schatztruhe                    |
| 150    | Professor Knackers Keller                      |
| 151    | Das Raub- und Plündermonster                   |
| 152    | Superfall Drachengold-Teil 1                   |
| 153    | Superfall Drachengold-Teil 2                   |
| 154    | Wer ist Johnny Kräsch?                         |
| 155    | Das große Zittern                              |
| 156    | Die Rache des Wassermanns                      |
| 157    | Eiskalte Teddybären                            |
| 158    | Der geheime Knallfrosch                        |
| 159    | Doppelt gemoppelt                              |
| 160    | Das schwarze Tor                               |
| 161    | Der klickende Kaktus                           |
| 162    | Die verbotene Tür                              |
| 163    | Alarm, die Kuglos kommen!                      |
| 164    | Die gemeine Fee                                |
| 165    | Die Riesen-Fledermaus                          |
| 166    | Der Plem-Plem-Saft                             |
| 167    | Wenn die Vogelscheuche erwacht                 |
| 168    | Der singende Brief                             |
| 169    | Spuk aus der Tube                              |
| 170    | Fahrrad-Wanzen                                 |
| 171    | Der Giftzwerg                                  |
| 172    | Der Kaugummi-Cowboy                            |
| 173    | Fritz Fantoms Geheimnis                        |
| 174    | Die platten Panther                            |
| 175    | Superfall Die große Gefahr-Teil 1              |
| 176    | Superfall Die große Gefahr-Teil 2              |
| 177    | Superfall Diamantenzahn-Teil 1                 |
| 178    | Superfall Diamantenzahn-Teil 2                 |
| 179    | Die Nacht der Puppen                           |
| 180    | Verschollen im Jahr 2222                       |
| 181    | Das Ding aus der Tube                          |
| 182    | Lord Spider                                    |
| 183    | Die unheimliche Uhr                            |
| 184    | Robin Spuk                                     |
| 185    | Warnung vor dem Löwenmann                      |
| 186    | Das Wurmloch                                   |
| 187    | Das Geister-Tretboot                           |
| 188    | Der Fußball-Fall                               |
| 189    | Das sprechende Skateboard                      |
| 190    | Alarm, der Wunderwutz                          |
| 191    | Superfall Notruf aus der Weltraumschule-Teil 1 |
| 192    | Superfall Notruf aus der Weltraumschule-Teil 2 |
| 193    | Wer ist Null-Null-Schreck?                     |
| 194    | Die Wundersuppe                                |
| 195    | Die streng geheime Superhenne                  |
| 196    | Das gefährlichste Spiel der Welt               |
| 197    | Der Geisterhund                                |
| 198    | Der Ruf der Rieseneule                         |
| 199    | Der Lindwurmjäger                              |
| 200    | Pferde in Gefahr                               |
| 201    | Rätsel um den Monsterhopper                    |
| 202    | Der Mann vom Jupiter                           |
| 203    | Der Internet-Herkules                          |
| 204    | Lord Spider’s Rache                            |
| 205    | Der Schatz tief unter der Schule               |
| 206    | Das vergessene Versteck                        |
| 207    | Die Jagd nach Baron Blitz                      |
| 208    | Der Affe im Anzug                              |
| 209    | Der Kinderzimmer-Kobold                        |
| 210    | Die total verrückte Tante                      |
| 211    | Das feuerrote Handy                            |
| 212    | Der schwarze Schwan                            |
| 213    | Baby mit Bart                                  |
| 214    | Spuknacht im Museum                            |
| 215    | Der Schaum des Schreckens                      |
| 216    | Die Wahnsinnsfahrt im Spukzug                  |
| 217    | Der Taschengeld-Spucker                        |
| 218    | Faules Spiel                                   |
| 219    | Wer klaut eine ganze Klasse?                   |
| 220    | Der entführte Clown                            |
| 221    | Der geheimnisvolle Heuler                      |
| 222    | Fliegende Feuerbälle                           |
| 223    | Wohin verschwand Frau Pfefferkorn?             |
| 224    | Der Schwimmbad-Pirat                           |
| 225    | Der goldene Schlüssel                          |
| 226    | Der Geist mit dem Dudelsack                    |

### Staffel 9: Tom Turbo
| Nr. (ges.) | Nr. (St.) | Originaltitel                  | Erstausstrahlung Österreich |
| ---------- | --------- | ------------------------------ | --------------------------- |
| 227        | 1         | Das 100-Millionen-Ding         | 10. Nov. 2001               |
| 228        | 2         | Der Popcorn-Bandit             | 17. Nov. 2001               |
| 229        | 3         | Der Pony-Schatz                | 24. Nov. 2001               |
| 230        | 4         | Gullivers Geheimnis            | 1. Dez. 2001                |
| 231        | 5         | Die gefährliche Vase           | 8. Dez. 2001                |
| 232        | 6         | Der Müllmampfer                | 15. Dez. 2001               |
| 233        | 7         | Die Autoknacker                | 29. Dez. 2001               |
| 234        | 8         | Alarm im Zoo                   | 12. Jan. 2002               |
| 235        | 9         | Die UFO-Oma                    | 19. Jan. 2002               |
| 236        | 10        | Dracheneier                    | 2. Feb. 2002                |
| 237        | 11        | Die Augen des Tigers           | 9. Feb. 2002                |
| 238        | 12        | Das Versteck des Hexers        | 16. Feb. 2002               |
| 239        | 13        | Der Poltergeist im Pferdestall | 23. Feb. 2002               |
| 240        | 14        | Heiße Ware                     | 2. März 2002                |
| 241        | 15        | Der Werwolf in der Schule      | 16. März 2002               |
| 242        | 16        | Das sprechende Leder           | 23. März 2002               |
| 243        | 17        | Graf Drakulas Geheimbuch       | 30. März 2002               |
| 244        | 18        | Die Fehler-Füllfeder           | 6. Apr. 2002                |
| 245        | 19        | Abu in Gefahr                  | 13. Apr. 2002               |

### Staffel 10: Tom Turbo
| Nr. (ges.) | Nr. (St.) | Originaltitel                      | Erstausstrahlung Österreich |
| ---------- | --------- | ---------------------------------- | --------------------------- |
| 246        | 1         | Der Waldmensch                     | 9. Nov. 2002                |
| 247        | 2         | Der sprechende Saurier             | 16. Nov. 2002               |
| 248        | 3         | Die geheime Kammer                 | 23. Nov. 2002               |
| 249        | 4         | Superstar in Supergefahr           | 30. Nov. 2002               |
| 250        | 5         | Das Kaputo-Gift                    | 7. Dez. 2002                |
| 251        | 6         | Die Koala-Entführung               | 14. Dez. 2002               |
| 252        | 7         | Der Partyschreck                   | 21. Dez. 2002               |
| 253        | 8         | Schreck im Spielzeugschloss        | 11. Jan. 2003               |
| 254        | 9         | Was ist los am Ponyhof?            | 18. Jan. 2003               |
| 255        | 10        | Der schwarze Frosch                | 25. Jan. 2003               |
| 256        | 11        | Fräulein Flieder ist verdächtig    | 1. Feb. 2003                |
| 257        | 12        | Das flüsternde Haus                | 8. Feb. 2003                |
| 258        | 13        | Der Geist aus dem Regenwald        | 15. Feb. 2003               |
| 259        | 14        | Traust du dich aufs Geisterschiff? | 23. Feb. 2003               |
| 260        | 15        | Das Schatzkarten-Kleid             | 1. März 2003                |
| 261        | 16        | Die wilde Wilma                    | 8. März 2003                |
| 262        | 17        | Das bitterböse Schlossgespenst     | 15. März 2003               |
| 263        | 18        | Operation Autofresser              | 22. März 2003               |
| 264        | 19        | Hexenauge – Streng geheim          | 29. März 2003               |
| 265        | 20        | Gesucht: Das Graugesicht           | 5. Apr. 2003                |

### Staffel 11: Tom Turbo
| Nr. (ges.) | Nr. (St.) | Originaltitel                      | Erstausstrahlung Österreich |
| ---------- | --------- | ---------------------------------- | --------------------------- |
| 266        | 1         | Die Nacht des Säbelzahntigers      | 22. Nov. 2003               |
| 267        | 2         | Das Hexenpferd                     | 29. Nov. 2003               |
| 268        | 3         | Die blaue Mumie                    | 6. Dez. 2003                |
| 269        | 4         | Der Handschuh mit dem roten Finger | 13. Dez. 2003               |
| 270        | 5         | Der weiße Mann                     | 20. Dez. 2003               |
| 271        | 6         | Sieben Geister                     | 17. Jan. 2004               |
| 272        | 7         | Das Rotznasenspiel                 | 31. Jan. 2004               |
| 273        | 8         | Das knurrende Klavier              | 8. Feb. 2004                |
| 274        | 9         | Der magische Spiegel               | 14. Feb. 2004               |
| 275        | 10        | Der Hund aus dem All               | 21. Feb. 2004               |
| 276        | 11        | Das Vampirhaus                     | 6. März 2004                |
| 277        | 12        | Der Lehrerschreck                  | 14. März 2004               |
| 278        | 13        | Der unheimliche Unsichtbare        | 20. März 2004               |
| 279        | 14        | Spuk im Saurierpark                | 27. März 2004               |
| 280        | 15        | Der Feuerdrache                    | 3. Apr. 2004                |
| 281        | 16        | Das Schwert des roten Ritters      | 10. Apr. 2004               |
| 282        | 17        | Verschwunden im Koboldwald         | 17. Apr. 2004               |

### Staffel 12: Tom Turbo
| Nr. (ges.) | Nr. (St.) | Originaltitel                      | Erstausstrahlung Österreich |
| ---------- | --------- | ---------------------------------- | --------------------------- |
| 283        | 1         | Die Rache des Frettchens           | 20. Nov. 2004               |
| 284        | 2         | Silberhand                         | 27. Nov. 2004               |
| 285        | 3         | Das Geheimkaninchen                | 4. Dez. 2004                |
| 286        | 4         | Das Geheimnis von Schloss Spukster | 11. Dez. 2004               |
| 287        | 5         | Der Raumschiff-Jäger               | 18. Dez. 2004               |
| 288        | 6         | Das Kabinett der sieben Wunder     | 20. Dez. 2004               |
| 289        | 7         | Das Flusskrokodil                  | 23. Dez. 2004               |
| 290        | 8         | Das steinerne Auge des Pharao      | 27. Dez. 2004               |
| 291        | 9         | Der Stimmen-Staubsauger            | 30. Dez. 2004               |
| 292        | 10        | Blaue Blitze                       | 19. März 2005               |
| 293        | 11        | Der geheimnisvolle Mister Fliege   |                             |
| 294        | 12        | Ein Rennpferd namens Rasputin      | 30. Apr. 2005               |
| 295        | 13        | Das geheime Klassenzimmer          | 7. Mai 2005                 |
| 296        | 14        | Der elektrische Unglückswurm       |                             |
| 297        | 15        | Die Monstermaske                   | 14. Mai 2005                |
| 298        | 16        | Geheimnis im Zirkuszelt            | 28. Mai 2005                |
| 299        | 17        | Die Abenteuermaschine              | 12. Nov. 2005               |
| 300        | 18        | Geheimplan Papageno                | 19. Nov. 2005               |

### Staffel 13: Tom Turbo
| Nr. (ges.) | Nr. (St.) | Originaltitel                      | Erstausstrahlung Österreich |
| ---------- | --------- | ---------------------------------- | --------------------------- |
| 301        | 1         | Der Wald der Silberwölfe           | 26. Nov. 2005               |
| 302        | 2         | Der rasende Lehrer                 | 3. Dez. 2005                |
| 303        | 3         | Das Gummimann-Geheimnis            | 10. Dez. 2005               |
| 304        | 4         | Pantherpfote spielt Geheimnisgeige | 17. Dez. 2005               |
| 305        | 5         | Die tanzende Hexe                  | 26. Dez. 2005               |
| 306        | 6         | Der Fluch des blauen Reiters       | 27. Dez. 2005               |
| 307        | 7         | Das Feuerpony                      | 28. Dez. 2005               |
| 308        | 8         | Der doppelte Prinz                 | 30. Dez. 2005               |
| 309        | 9         | Notruf von Neptunia                | 22. Apr. 2006               |
| 310        | 10        | Der fliegende Hai                  | 29. Apr. 2006               |
| 311        | 11        | Die Tür mit dem Saurierschloss     | 6. Mai 2006                 |
| 312        | 12        | Der Superkraft-Anzug               | 13. Mai 2006                |
| 313        | 13        | Das Spukinternat                   | 20. Mai 2006                |
| 314        | 14        | Die Flöte des Trollkönigs          | 27. Mai 2006                |
| 315        | 15        | Jagd auf Tom Turbo                 | 3. Juni 2006                |
| 316        | 16        | Geheimagent Grizzly ist gefährlich | 10. Juni 2006               |

### Staffel 14: Tom Turbo
| Nr. (ges.) | Nr. (St.) | Originaltitel                                    | Erstausstrahlung Österreich |
| ---------- | --------- | ------------------------------------------------ | --------------------------- |
| 317        | 1         | Die singende Seeschlange                         | 4. Nov. 2006                |
| 318        | 2         | Die geheimnisvolle Großmutter                    | 11. Nov. 2006               |
| 319        | 3         | Treffpunkt Mühle Mitternacht                     | 18. Nov. 2006               |
| 320        | 4         | Die gefährliche Geschichte des Grafen Geierkrall | 25. Nov. 2006               |
| 321        | 5         | Villa Frankenfresser                             | 2. Dez. 2006                |
| 322        | 6         | Der Trixxxer                                     | 9. Dez. 2006                |
| 323        | 7         | Die Geisterbaustelle                             | 16. Dez. 2006               |
| 324        | 8         | Flucht in den Wasserwald                         | 23. Dez. 2006               |
| 325        | 9         | Der goldene Greif                                | 30. Dez. 2006               |
| 326        | 10        | Das unsichtbare wilde Irgendwas                  | 31. Dez. 2006               |
| 327        | 11        | Der Dieb der Drachenträne                        | 14. Apr. 2007               |
| 328        | 12        | Alarm, mein Boss dreht durch!                    | 21. Apr. 2007               |
| 329        | 13        | Prinzessin in Gefahr                             | 28. Apr. 2007               |
| 330        | 14        | Das Gespenst im Schulrucksack                    | 9. Juni 2007                |
| 331        | 15        | Das Wesen aus dem Wasserfall                     | 16. Juni 2007               |
| 332        | 16        | Die Höhle des Bergkönigs                         | 23. Juni 2007               |
| 333        | 17        | Vorsicht, verrückte Fernsteuerung!               | 30. Juni 2007               |

### Staffel 15: Tom Turbo
| Nr. (ges.) | Nr. (St.) | Originaltitel                        | Erstausstrahlung Österreich |
| ---------- | --------- | ------------------------------------ | --------------------------- |
| 334        | 1         | Der Tierbaby-Dieb                    | 10. Nov. 2007               |
| 335        | 2         | Das Gold der küssenden Pferde        | 17. Nov. 2007               |
| 336        | 3         | Die Mumie des Magiers                | 24. Nov. 2007               |
| 337        | 4         | Das Geheimnis der grünen Dame        | 1. Dez. 2007                |
| 338        | 5         | Der Zug zum Hexentreff               | 15. Dez. 2007               |
| 339        | 6         | Das große Ski-Abenteuer              | 22. Dez. 2007               |
| 340        | 7         | Professor Propellers Geheimlabor     | 29. Dez. 2007               |
| 341        | 8         | Die Taschengeld-Helikopter           | 21. Juni 2007               |
| 342        | 9         | Grüne Ninjas                         | 24. Mai 2008                |
| 343        | 10        | Das Rätsel um die Riesenfledermaus   | 31. Mai 2008                |
| 344        | 11        | Der Knall-Fußball                    | 7. Juni 2008                |
| 345        | 12        | Die Suche nach dem Seeungeheuer      | 14. Juni 2008               |
| 346        | 1         | Der Mann mit der goldenen Maske      | 13. Sep. 2008               |
| 347        | 2         | Der Geisterstunden-Gong              | 20. Sep. 2008               |
| 348        | 3         | Das Geheimnis der Pinguine           | 27. Sep. 2008               |
| 349        | 4         | Das Spiel der 13 Gefahren            | 4. Okt. 2008                |
| 350        | 5         | Die fliegende Schuldirektorin        | 11. Okt. 2008               |
| 351        | 6         | Der Ring mit dem schwarzen Diamanten | 25. Okt. 2008               |

### Staffel 16–21: Tom Turbo Detektivclub
| Nummer | Titel der "Tom Turbo"-Folge           |
| ------ | ------------------------------------- |
| 352    | Pandababy Songcontest                 |
| 353    | Der gefährliche Ritt                  |
| 354    | Die Drachenprinzessin                 |
| 355    | Die rätselhaften Kungfukicks          |
| 356    | Das Rätsel der pfeifenden Pfeile      |
| 357    | Die Nacht des singenden Sauriers      |
| 358    | Vorsicht: Grüner Grusel!              |
| 359    | Der sprechende Esel                   |
| 360    | Wer stoppt die Computerfresser?       |
| 361    | Gefangen auf der Schlangeninsel       |
| 362    | Der Ball der Vampire                  |
| 363    | Die Lady mit der blauen Melone        |
| 364    | Stinkis Schnarch- und Schluckaufkraut |
| 365    | Die Gauner-Geisterbahn                |
| 366    | Rettet den Weltraumwal!               |
| 367    | Die Gaunerschule                      |
| 368    | Das Armband der 1000 Tiere            |
| 369    | Toms Geheimnis                        |
| 370    | Der verschwundene See                 |
| 371    | Pony Paula bitte melden!              |
| 372    | Wer stoppt Commander Schrott?         |
| 373    | Die Rückkehr des Hexenmeisters        |
| 374    | Das Kleid aus dem Geisterschrank      |
| 375    | Das Gold der Wikinger                 |
| 376    | Der Piratenpapagei                    |
| 377    | Goldpfote                             |
| 378    | Das Pferd der Prinzessin              |
| 379    | Die Maschine der 1000 Wunder          |
| 380    | Das Amulett der blauen Fee            |
| 381    | Der Gnom der Berge                    |
| 382    | Das entführte Raumschiff              |
| 383    | Ein Monster in der Schule             |
| 384    | Das Krokodil des Pharao               |
| 385    | Die Hexenfüllfeder                    |
| 386    | Der Millionenhund                     |
| 387    | Geheimplan schwarze Sonne             |
| 388    | Die Geldfresser kommen                |
| 389    | Das Theater der Geister               |
| 390    | Vorsicht, Feuerschokolade!            |
| 391    | Schreck im Schlosspark                |
| 392    | Die Krone des Affenkönigs             |
| 393    | Kennwort: Knallwurst                  |
| 394    | Der Trank des Samurai                 |
| 395    | Drei Eier vom Himalaya                |
| 396    | Expedition Grüne Höhle                |
| 397    | Hilfe, Farbenschlucker!               |
| 398    | Das Pony und das Ufo                  |
| 399    | Das magische Dreieck                  |
| 400    | Vorsicht, bissiger Ohrwurm            |
| 401    | Das Gold der Meerjungfrau             |
| 402    | Fritz Fantoms fürchterliche Falle     |
| 403    | Die streng geheime Tom Turbo Torte    |
| 404    | Warnung: Blinkende Banane!            |

## Gauner

### Fritz Fantom
Fritz Fantom ist einer der gefährlichsten und gefürchtetsten Gegner von Tom Turbo und der einzige Bösewicht, der seit Beginn der Serie ununterbrochen dabei ist. Seine Ziele sind in jeder Folge unterschiedlich. Von großen Gaunereien bis hin zur Herrschaft über Österreich. Inzwischen ist es aber für ihn einfach ein Ziel geworden, Tom Turbo und damit seinen schlimmsten Gegenspieler auszuschalten. Sein Hauptquartier ist eine fiktive gigantische Burg in den Alpen. Oft führt er mit der restlichen Familie Fantom, der seine Tante Freda, seine Nichte Lady Lila und seine Großeltern Opa Fantom und Oma Fantom angehören, seine Ziele aus. Er hat aber auch jede Menge Handlanger und Komplizen, die ihn bei seinen Feldzügen gegen Tom Turbo unterstützen. Er wird jedoch jedes Mal von Tom und seinen Freunden besiegt, schmiedet aber immer den nächsten Racheplan.

### Liste von Gaunern
| Name                     | Darsteller                                      | Beschreibung | Jahr(e)    |
| ------------------------ | ----------------------------------------------- | --- | ---------- |
| Fritz Fantom             | Johannes Wolf, Vitus Wieser                     | trägt einen gelb-violetten Umhang, Toms Erzfeind                                                                         | 1994–      |
| Rosso Robot              | Alexander Riff                                  | böser Roboter, kann sich in einen Feuerball verwandeln                                                                   | 1996–2004  |
| Fürst Finster #1         | -                                               | der (damals) gefährlichste Gauner der Welt                                                                               | 1997–1998  |
| Schnarcho                | -                                               | Verschlafener Gehilfe von Fürst Finster                                                                                  | 1997       |
| Doktor Gruselglatz       | Joe Pechhacker, Christoph Reindl                | kann verschiedene hochgefährliche Substanzen herstellen                                                                  | 1993–2007  |
| Igor bzw. Winselwolf     | Peter Fuchs                                     | Gehilfe von Doktor Gruselglatz                                                                                           | 1994–2006  |
| Rudi Ratte               | Rudolf Larsen, Thomas Kamper, Martin Oberhauser | raffinierter Erfinder; trägt eine schwarze Kappe sowie eine schwarze Lederjacke, die mit Glühbirnen übersät ist          | 1994–      |
| Rita Ratte               | Tanja Raunig                                    | kleine Schwester von Rudi Ratte; Schülerin von Fritz Fantom in der Gaunerschule                                          | 2009–2010  |
| Frank Fürchterlich       | Bruno Max                                       | verrückter Astrologe | 1994       |
| Fratz Fantom             | -                                               | Neffe von Fritz Fantom                                                                                                   | 1998–2001  |
| Opa Fantom               | -                                               | Opa von Fritz Fantom | 1995–1999  |
| Das grüne Grinsgesicht   | Walter Mathes                                   | kennt sich gut mit Pflanzen aus; besitzt Exemplare, die Metall fressen oder Banksafes ausplündern                        | 1998–1999  |
| Sigi Schlitzohr          | Dennis Kozeluh, Michael Pascher                 | Helfer von Fritz Fantom; besitzt eine Uhr, mit der er sich in jede beliebige Gestalt verwandeln kann                     | 1997–      |
| Susi Schlitzohr          | Andrea Richter                                  | Nichte von Sigi Schlitzohr; Schülerin von Fritz Fantom in der Gaunerschule                                               | 2010       |
| Lord Spider              | Kari Rakkola                                    | Spinnenmann, der Fäden aus seiner Hand schießen kann, um sich fortzubewegen                                              | 1998–2005  |
| Mister Fliege            | Mat Schuh                                       | Assistent und Helfer von Lord Spider; er ist halb Mensch, halb Fliege                                                    | 2005       |
| Freda Fantom             | -                                               | Tante von Fritz Fantom                                                                                                   | 1995–2001  |
| Professor Knacker        | Rudolf Larsen                                   | verrückter Wissenschaftler; erfindet verrückte Dinge wie den Tresorsaft, der Geld in Matsch verwandelt                   | 1997, 1998 |
| Graubart                 | -                                               | verrückter Wissenschaftler mit grauem Bart und grauer Haut, Frack und Melone; bereits nach dem ersten Auftritt abgesetzt | 1997       |
| Doktor Frankenschrei     | -                                               | verrückter Professor mit grünen Haaren und drei Brillen, der Tom einmal in ein Automonster umbauen wollte                | 1999–2002  |
| Das Frettchen            | Michael Schubert                                | Kleinkrimineller; hat immer eine Sonnenbrille auf und Zahnstocher im Mund                                                | 2001–      |
| Gustav Geldsack          | Rainer Spechtl                                  | böser Bankier U. Firmenbesitzer                                                                                          | 2001–2008  |
| Frau Kneiffer            | Simone Fuith                                    | Sekretärin von Geldsack                                                                                                  | 2001–2007  |
| Stinki #1                | -                                               | technisches Superhirn; trägt aus Angst vor Vampiren Knoblauch um den Hals                                                | 2001       |
| Peitschenpaul            | Karl-Maria Kinsky                               | Grausamer Zirkusdompteur                                                                                                 | 2004–2006  |
| Schnalzersissi           | Michaela Mock                                   | Freundin von Peitschenpaul, bärenstarke Gewichtheberin                                                                   | 2004-2006  |
| Der Hexer #1             | Bruno Max                                       | böser Zauberkünstler, der auch schwarze Magie einsetzt                                                                   | 2005       |
| Der Hexer #2             | Georg Kusztrich                                 | böser Zauberer | 2005–2012  |
| Hubertus Hex             | Johannes Schedl                                 | Cousin des Hexer; Schüler bei Fritz Fantom in der Gaunerschule                                                           | 2010       |
| Alexa                    | Anna Behne                                      | Rivalin des Hexers | 2004–      |
| Dorothea                 | Monika Pallua                                   | Schwester Alexas, streitet sich jedoch permanent mit dieser                                                              | 2010-      |
| Abraxus Rockerzahn       | Sigo Johannes Wilde                             | Magier und Konkurrent von Hexer und Alexa; ist aber kein Gauner mehr                                                     | 2005–2006  |
| Fiffi                    | Ariel R.                                        | raffinierte Assistentin von Dr. Gruselglatz, den sie vergöttert                                                          | 2006–2007  |
| Der Trixxer              | Hannes Lewinski                                 | hat immer eine prall gefüllte Tasche mit seinen Tricks bei sich; ist neidisch auf Tom Turbo's 111 Tricks                 | 2006–2008  |
| Wolfgang Widerling       | Cornelius Obonya                                | Hasst Kinder, weil sie ihm seine Zeit als Schuldirektor zur Hölle machten und hat zudem eine Allergie gegen sie          | 2001–2007  |
| Bosnigl                  | -                                               | ungeschickter Butler von Wolfgang Widerling                                                                              | 2001–2007  |
| Mama Moneta              | Tamara Stern                                    | hat zwei ungeschickte Söhne namens Äffchen und Klotz                                                                     | 2008–      |
| Diamantenzahn            | -                                               | trägt Diamanten im Mund                                                                                                  | 1999, 2001 |
| Biego und Brecho Bandito | Peter Karolyi, Christian Rovny                  | zwei Brüder, die stets auf Motorrädern unterwegs sind. Können alles verbiegen bzw. zerbrechen                            | 2008-2011  |
| Stinki #2                | Christian Strasser                              | stinktierartiger Punk, der eine stinkende Wolke erzeugen kann und Rache an seinen Ex-Klassenkameraden will               | 2008–2011  |
| Pierre Protzklotz        | Stephan Kreiss                                  | bösartiger Unternehmer, dem die Wünsche seines verwöhnten Sohnes Patrick wichtiger sind als die Umwelt                   | 2008–2009  |
| Fürst Finster #2         | Rainer Friedrichsen                             | mystischer Fürst, der das Sonnenlicht hasst                                                                              | 2010–      |
| Miss Hiss                | Monica Anna Cammerlander                        | Dienerin von Fürst Finster, hasst das Sonnenlicht                                                                        | 2010–      |
| Mister Mus               | Alexander Mitterer, Peter Gulan                 | Diener von Fürst Finster, hasst das Sonnenlicht                                                                          | 2010–      |
| Lady Lila                | Julia Ebner                                     | Nichte von Fritz Fantom                                                                                                  | 2010–2012  |
| Don Vulcano              | Leopold Selinger                                | Gangsterboss und Mama Moneta's Bruder                                                                                    | 2013-      |

## Wissenswertes
- Thomas Brezina und Tom Turbo übernahmen 2006 im Tiergarten Schönbrunn die Patenschaft eines Tigers.
- Tom Turbo war ab 2007 eine Zeit lang auch im Kindersender Nickelodeon Deutschland zu sehen.
- Während neue Tom-Turbo-Folgen produziert werden, gibt es das „Wunschfolgen-Special“. Hierbei wird telefonisch per Voting ausgewählt, welche der alten Folgen wiederholt werden soll.
- 2002 hatte Wolfgang Böck als Trautmann einen Gastauftritt in der Folge "Die UFO-Oma".
- In der Halbjahresbilanz 2017 der ehemaligen ORF-Satiresendung "Wir Staatskünstler" hatten Thomas Brezina und Tom Turbo (mit der Originalstimme von Peter Faerber) einen Auftritt im Rahmen einer Satire auf den Eurofighter "Tim Taifun".

## Bücher
Grundlage der Fernsehserie ist die gleichnamige Buchserie von Thomas Brezina, die 1993 gestartet wurde. Tom Turbo unterstützt hier zwei Kinder, Karo (Karolin Klicker) und Klaro (Konstantin Klicker) im Kampf gegen den „ewigen Bösen“ Fritz Fantom. Zudem gibt es in den Büchern eine Art Gimmick, das thematisch zum Inhalt passt. Karo und Klaro verwenden dieses Gimmick immer im Inhalt. Die Tom-Turbo-Einzelbände sind von Verlagsseite nicht mehr erhältlich, ein Sammelband mit den besten Abenteuern wurde im Sommer 2005 neu verlegt.

## Eigenschaften und Abkunft
Im Buch wird Tom Turbo von dem Geschwisterpaar Karo und Klaro zusammengebaut. Das Material zum Bau erhielten sie durch ihre Eltern, die immer die neueste Technik bei sich zuhause wollten und die veralteten Geräte wegwarfen. Karo und Klaro bauten aus diesem „Müll“ Tom Turbo. In der Fernsehserie entsteht das Wunderfahrrad aus den Ideen von Thomas.
Tom Turbo hat „111 turbotolle Tricks“, kann sich zum Beispiel ganz klein machen, sich in ein Tier verwandeln, Eis zubereiten, Pizza backen, mit seinem Greifarm Sachen erreichen, fliegen und mehr. Karo und Klaro sind durch eine Art Fahrradklingel-Uhr mit ihm in Kontakt. In der Serie ist Tom mit Thomas Brezina durch einen Video-Funkkontakt verbunden. Er redet die Kinder und Thomas mit „Boss“ an und benutzt die Sie-Form. Seine Batterie kann vom Detektivbüro aus aufgeladen werden (mit dem Turbo-Kraftstrahl). Am liebsten trinkt Tom Turbo Schmieröl und hasst Wasser (Rostgefahr) und Stiegen steigen. Ein häufiger Schauplatz der Geschichten ist der Schrottplatz, zu dem Tom Turbo von seinen Gegenspielern zwecks Vernichtung gelockt wird. Eine andere Gefahr für ihn ist, dass seine Batterie schnell leer wird. Er kann es nicht leiden, wenn er als „Drahtesel“ bezeichnet wird.

## Kinofilm
Im Jahr 2013 wurde der Kinofilm Tom Turbo – Von 0 auf 111 produziert, der versucht, die Serie mit den Büchern zu verbinden.

## Dokumentationen
1994, kurz nach dem Beginn der Serie, wurde eine Sondersendung mit dem Namen Die heiße Spur zur heißen Spur ausgestrahlt, in der über Hintergründe der Serie informiert wurde und einige Sets gezeigt wurden.
2023 wurde die Dokumentation Thomas Brezina: 30 Jahre Tom Turbo der ORF-Sendereihe Fernsehgeschichte(n) anlässlich des 30. Jubiläums der Fernsehserie Tom Turbo, in der Hintergründe über das Entstehen der Serie, Making Of Einblicke und der Einfluss von Tom Turbo auf die österreichische Popkultur beleuchtet wurden, ausgestrahlt. Im Laufe der Dokumentation gab es – ähnlich wie bei der eigentlichen Serie – ein streng geheimes Codewort zu lösen, das am Ende per E-Mail an den ORF geschickt werden konnte, um eine Sonderdetektivurkunde zu gewinnen.

## Tom-Turbo-Sonderbriefmarke
Nach anderen Helden im Confetti TiVi (Confetti, Rolf Rüdiger, Mimi und dem Kasperl) bekam auch Tom Turbo 2004 seine eigene Confetti-TiVi-Briefmarke. Dazu gab es im Vorjahr ein Preisausschreiben. Die Briefmarke erschien in einer Auflage von 600.000 Exemplaren und wurde am 3. September 2003 im Stift Herzogenburg im Rahmen der Niederösterreichischen Kindersommerspiele präsentiert.

## Auszeichnungen
- New York Festival 1996
- Finalist Award 1999